# Stélios Venetídis
Stylianós Venetídis (en grec : Στυλιανός Βενετίδης), ou Stélios Venetídis (Στέλιος Βενετίδης), né le 19 novembre 1976 à Larissa, est un footballeur grec évoluant au poste de défenseur. International grec (42 sélections entre 1999 et 2004).
Il a remporté l'Euro 2004 avec l'équipe de Grèce.

## Biographie
Stélios Venetídis commence sa carrière en troisième division grecque au sein de l'Orestis Orestiada. Après deux saisons, il rejoint le Skoda Xanthi qui évolue en D1. En 1999, le PAOK Salonique et il y remporte la Coupe de Grèce en 2001. À l'été 2001, son transfert à l'Olympiakos provoque la fureur des supporters du PAOK mais il rejoint bien le club du Pirée. Avec l'Olympiakos il remporte le championnat à trois reprises ainsi qu'une Coupe de Grèce. Il se blesse grièvement au genou au début de l'année 2005 et après une saison 2005-2006 blanche il rejoint l'AEL Larissa remportant la Coupe de Grèce dès sa première saison au club. Il met un terme à sa carrière en 2012. 
Au cours de sa carrière, Stélios Venetídis remporte l'Euro 2004. Il fait ses débuts en sélection le 20 août 1999, remplaçant Manólis Dermitzákis à la mi-temps d'un match amical contre le Salvador. Au total, entre 1999 et 2004, il porte le maillot de la sélection grecque à 42 reprises.

## Palmarès
- Vainqueur du Championnat d'Europe des nations de football : 2004 (Grèce).
- Champion de Grèce : 2002, 2003, 2005 et 2006 (Olympiakos).
- Vainqueur de la Coupe de la Grèce : 2001 (PAOK Salonique), 2005 (Olympiakos) et 2007 (AEL Larissa).